# Habenaria hastata
Habenaria hastata är en orkidéart som beskrevs av Gunnar Seidenfaden. Habenaria hastata ingår i släktet Habenaria och familjen orkidéer.
Artens utbredningsområde är Thailand. Inga underarter finns listade i Catalogue of Life.